# Magdalen College
Magdalen College (pronuncia-se "maudlin", [ˈmɔːdlɪn]) é uma das faculdades constituintes da Universidade de Oxford, na Inglaterra. É também a mais rica, pois, em 2003, tinha recebido uma doação de 116 milhões de libras esterlinas.
Magdalen College foi fundada como Magdalen Hall por William Waynflete, Bispo de Winchester, em 1448. Tornou-se Magdalen College em 1458.
Em 1938 o poeta brasileiro Vinícius de Moraes ganhou uma bolsa de estudos do Conselho Britânico para estudar língua e literatura inglesa no Magdalen College, período durante o qual frequentou a Oxford Film Society.